# Rozpad połowiczny
Rozpad połowiczny – powieść fantastycznonaukowa z gatunku fantastyki socjologicznej, autorstwa Edmunda Wnuka-Lipińskiego, socjologa i pisarza. Wydana przez wydawnictwo Czytelnik w 1988 r. w serii „Z kosmonautą”. Powieść została nagrodzona Nagrodą im. Janusza A. Zajdla dla najlepszej polskiej powieści w 1988 r.
Powieść jest środkową częścią Trylogii Apostezjonu, opowiadającej o fikcyjnym totalitarnym państwie Apostezjon. Autor pod płaszczykiem fantastyki ukrył analizę rzeczywistości PRL-u.
Pozostałe części to:
- Wir pamięci
- Mord założycielski

Wnuk-Lipiński użył też tego tytułu dla swojej późniejszej książki o transformacji ustrojowej Polski (Rozpad połowiczny. Szkice z socjologii transformacji ustrojowej, 1991).
Wydanie książki zostało opóźnione przez cenzurę.

## Fabuła
Bohater powieści, młody psychosyntetyk Jorgen, rozpoczyna pracę w ośrodku resocjalizacji Apostezjonu. Nawiązuje romans z koleżanką po fachu imieniem Claire i stopniowo odkrywa, że ona sama była kiedyś pacjentką ośrodka. W tym samym czasie na reedukację trafia pracownik z bazy na Księżycu, gdzie Jorgen kiedyś pracował – okazuje się, że przyczyniły się do tego raporty Jorgena. Śledząc nieludzką terapię, jakiej poddawany jest jego dawny kolega Jorgen postanawia mu pomóc i ulżyć mu w cierpieniu. Więzień i jego kolega buntują się jednak i przemocą zmuszają Jorgena oraz pomagającą mu Claire do wywiezienia ich z ośrodka. Cała czwórka postanawia dotrzeć do strefy, gdzie ludzie zbuntowali się przeciw władzy Apostezjonu. 
Równolegle do wątku Jorgena i Claire toczy się wątek związany z kierownikiem ośrodka resocjalizacji, prof. Nemeczkiem, który jako ekspert zasiada we władzach Apostezjonu. Stara się on nie dopuścić do rozwiązania siłowego w strefie, czym przedłuża jej istnienie. Kiedy okazuje się, że buntownicy sami produkują żywność i mogą funkcjonować bez końca, prof. Nemeczek musi się zgodzić na likwidację strefy przez służby specjalne. 
Jorgen i Claire docierają w tym czasie do przemytnika, który mógłby skierować do strefy. Odgłosy eksplozji wskazują jednak, że władze przystąpiły do likwidacji zbuntowanej enklawy. 